# Alfrick
Alfrick – wieś w Anglii, w hrabstwie Worcestershire, w dystrykcie Malvern Hills. Leży 12 km na zachód od miasta Worcester i 172 km na północny zachód od Londynu. Miejscowość liczy 511 mieszkańców.